# Primusgatan

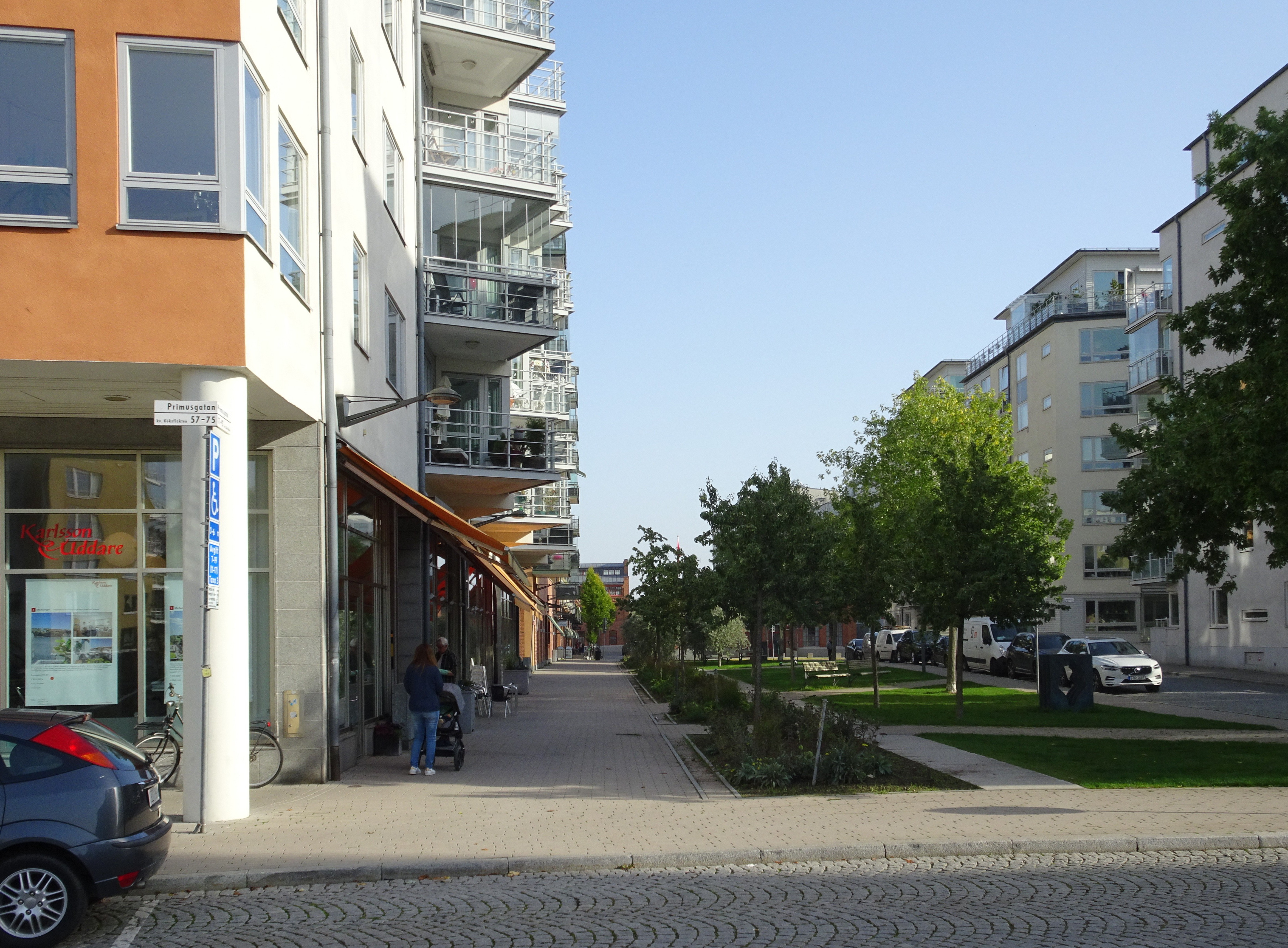
Primusgatan österut, oktober 2020.

Primusgatan ligger på ön Lilla Essingen i Stockholm. Gatan fick sitt nuvarande namn 1931 och är uppkallad efter Primusfabriken som fram till 1960 låg på nordvästra sidan av Lilla Essingen. Primus är latin och betyder ”den förste”, ”den främste”.

## Beskrivning

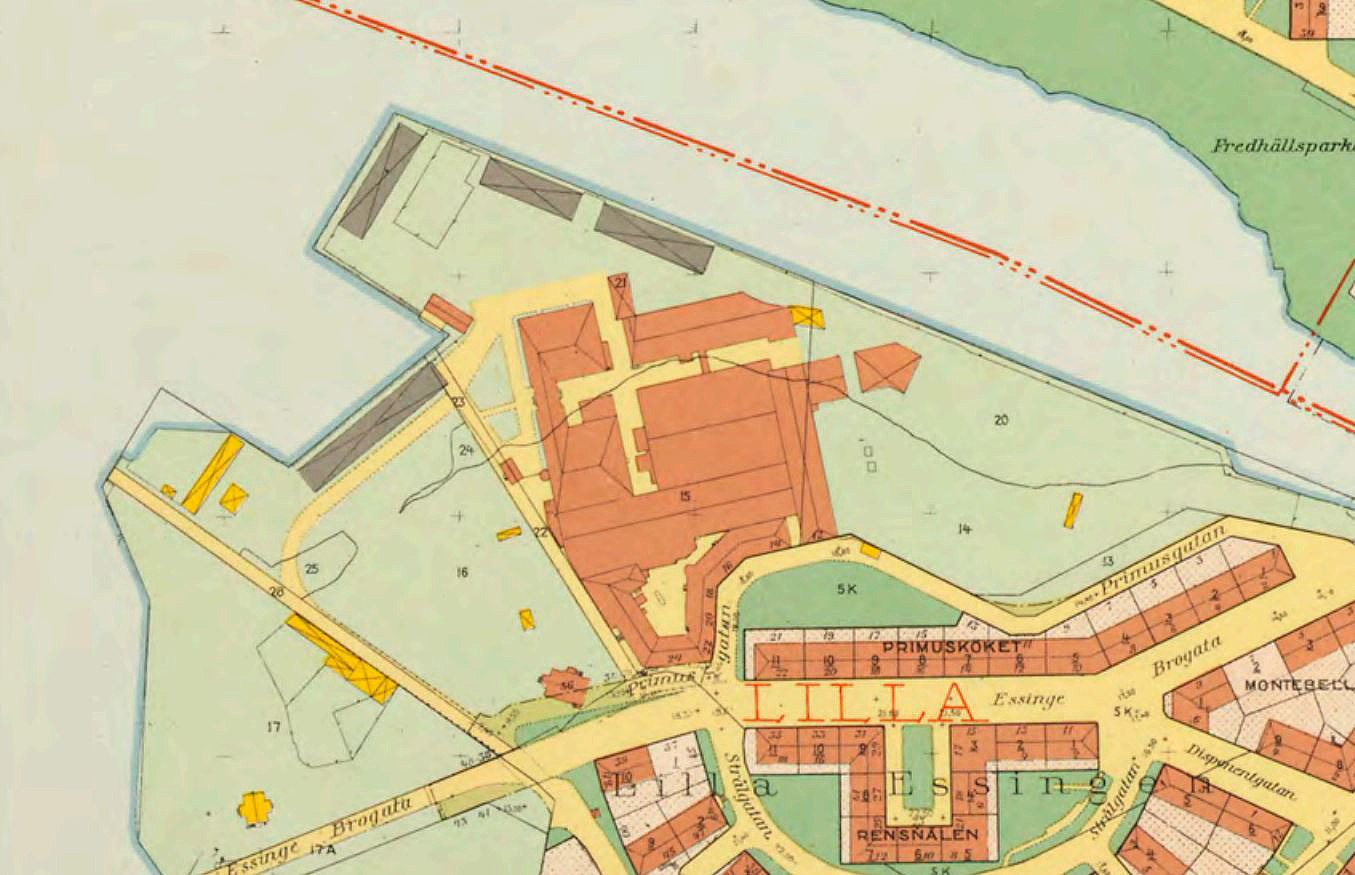
Primusfabriken och Primusgatans sträckning 1940.

Primusgatans föregångare var Primusvägen som ursprungligen var en mindre landsväg vilken sträckte sig i ost-västlig riktning över Lilla Essingens centrala delar ungefär där Strålgatan går idag. Området var då obebyggt, bortsett från några sommarvillor. I samband med att fotogenköksfabriken Primus flyttade sin fabrik 1906 från Kungsholmen till ön fick landsvägen namnet Primusvägen.
År 1931 fastställdes stadsplanen för Lilla Essingens centrala delar, Primusvägen försvann och ersattes av Primusgatan som dock fick en annan sträckning, nämligen norr om Essinge Brogata. Primusgatan behöll sin sträckning även när Primusfabriken revs 1960 för att lämna plats för Essingeleden.
När detaljplanen för Lilla Essingens södra delar fastställdes 2001 blev Primusgatan en lokalgata i det nya bostadsområdet. Numera börjar Primusgatan i väster vid cirkulationsplatsen Luxgatan / Dagnyvägen / Primusgatan. Sedan går den förbi Luxviken, genom det nya bostadsområdet i söder och uppför den tidigare Luxbacken tillbaka till Luxgatan i sydost. Avsnittet utanför kvarteret Primus hette tidigare Primusgatan men fick namnet Dagnyvägen som fanns sedan 1949, dock längre västerut. 
Vid dagens Primusgatan finns de sista resterna efter AB Lux fabriker som numera är Q-märkta i detaljplanen. I en av Luxfabrikens gamla verkstadslokaler från 1916, Primusgatan nummer 116, ligger restaurangen Lux Dag för Dag.

## Bilder

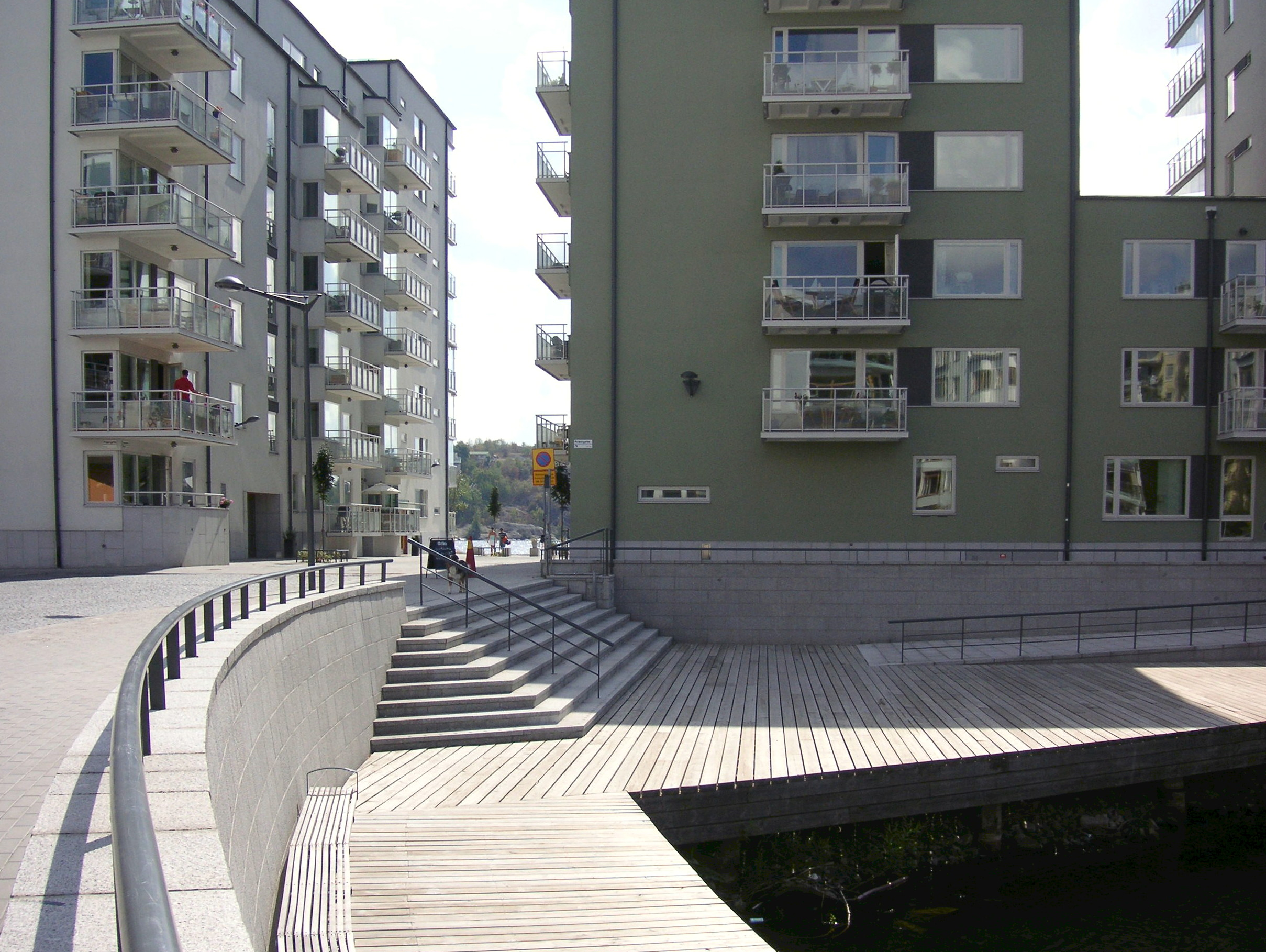
Primusgatan vid Luxviken, söderut.
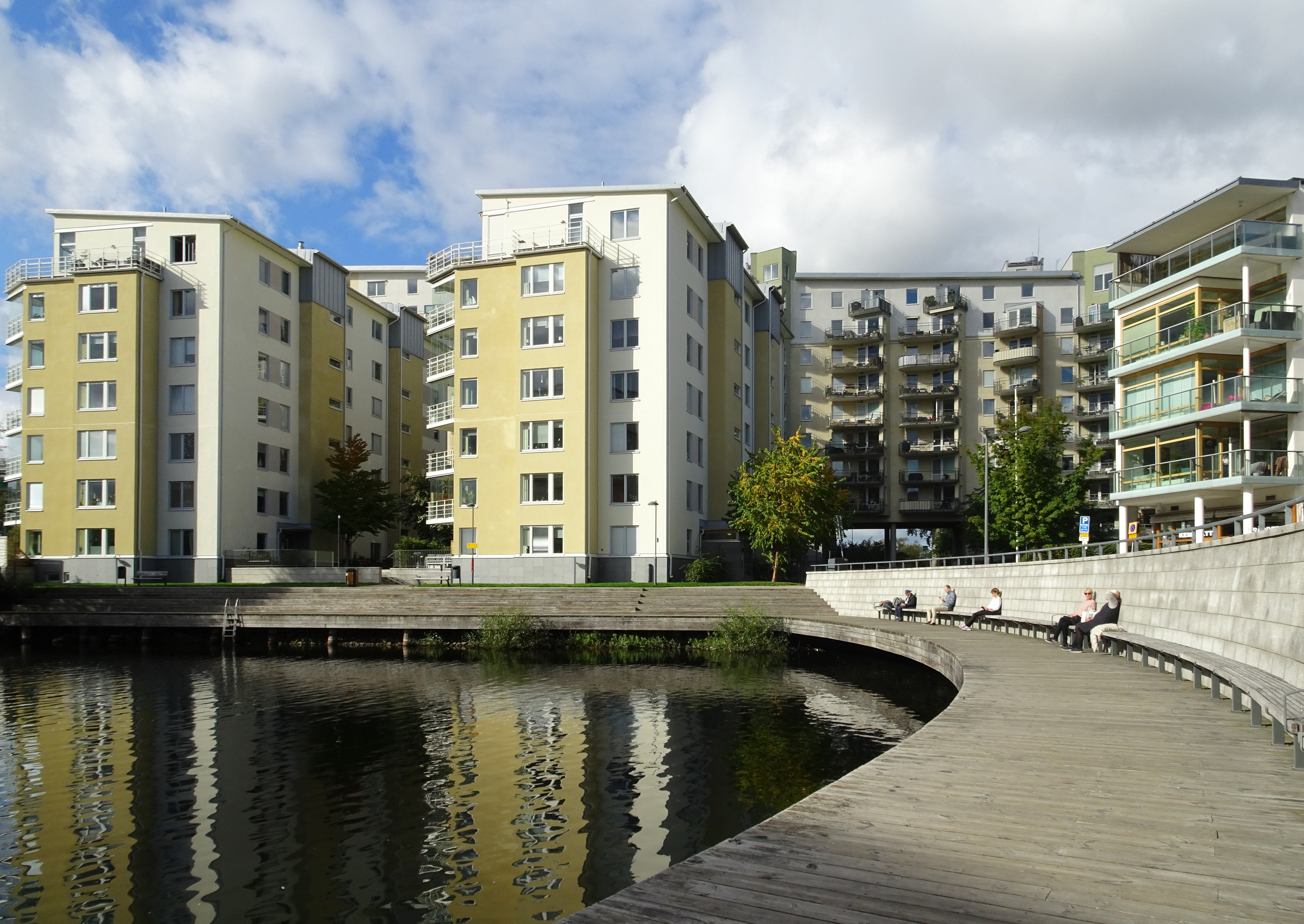
Primusgatan vid Luxviken, västerut.
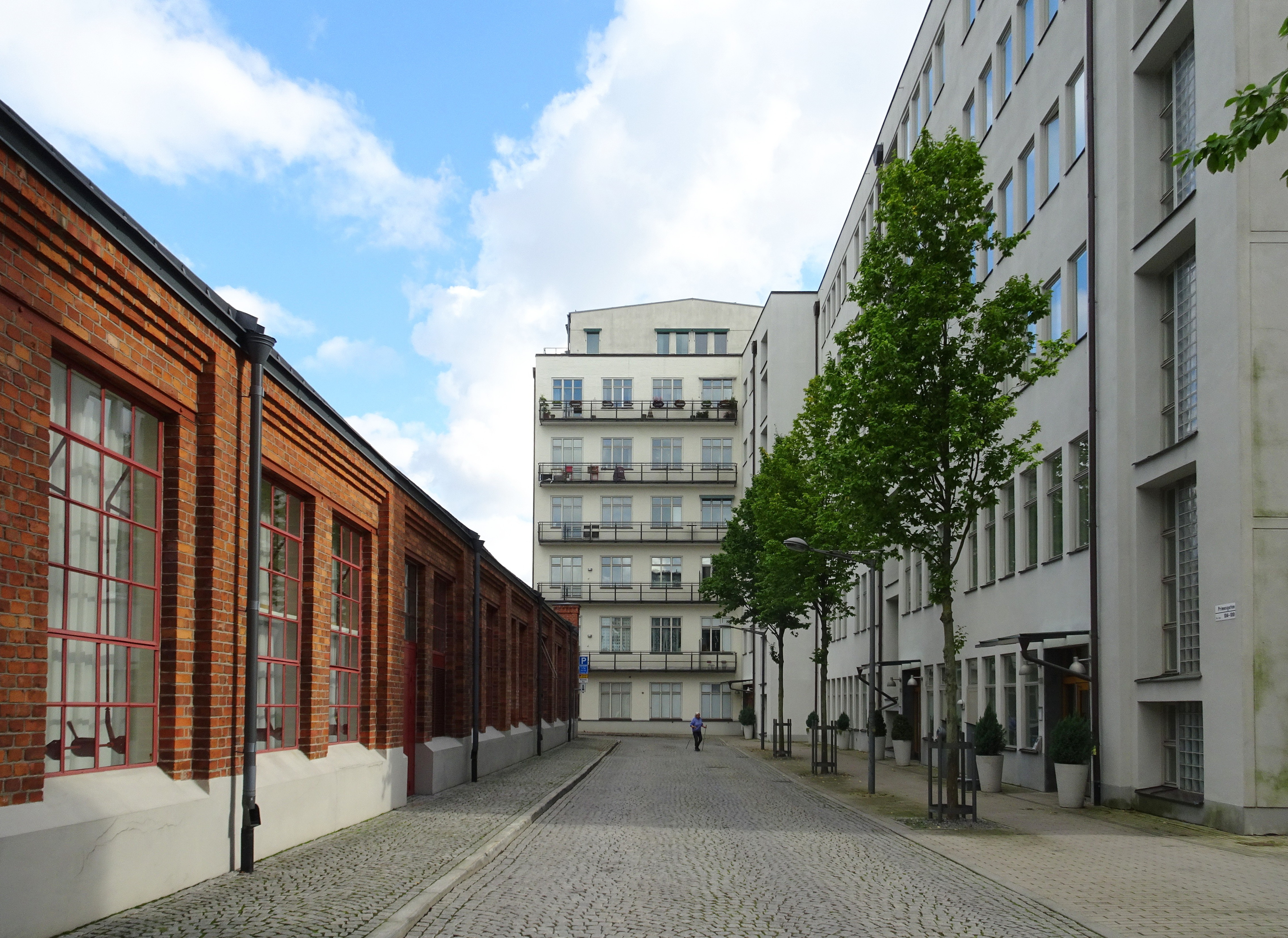
Primusgatan österut genom Electrolux gamla bebyggelse.
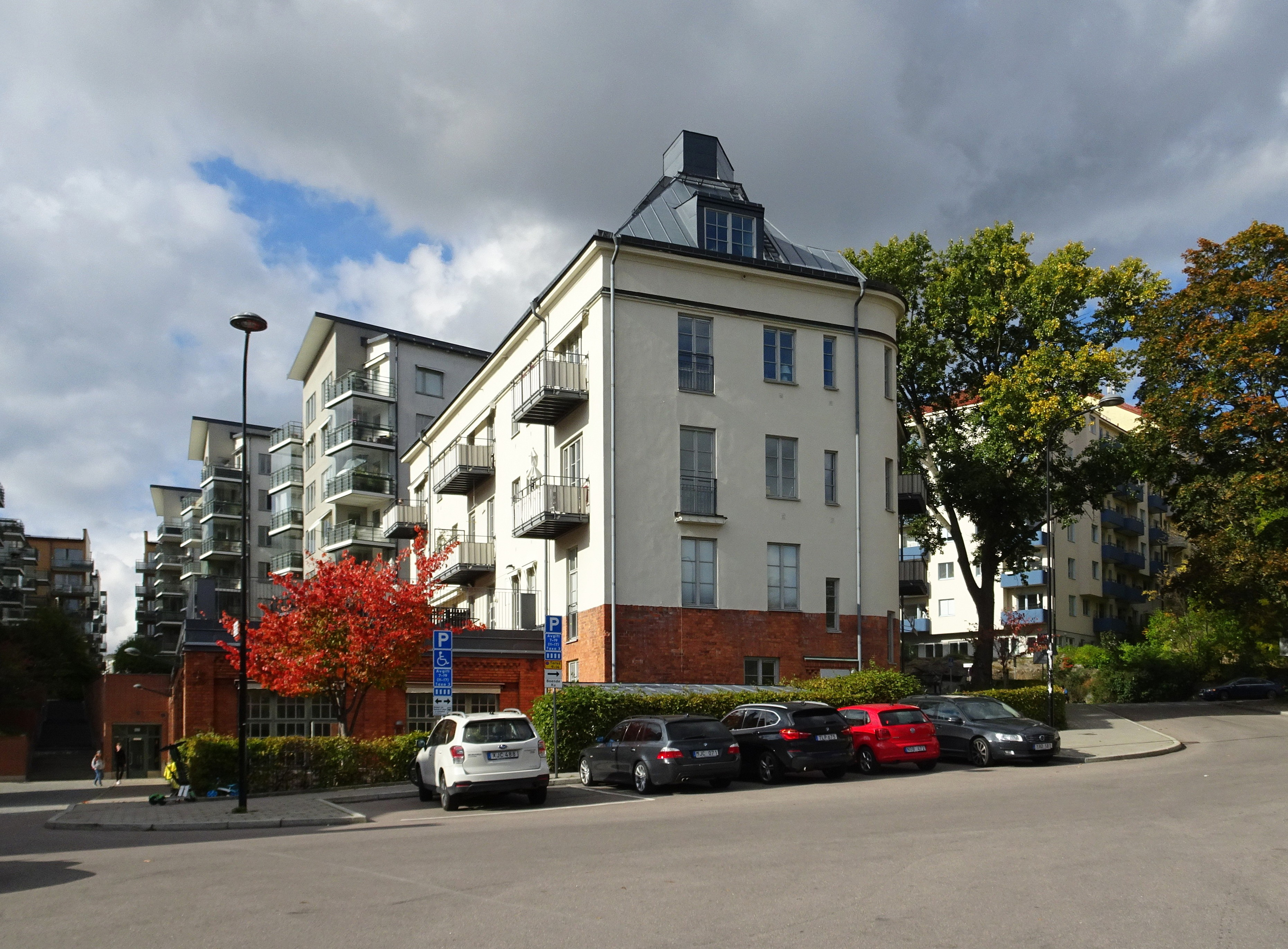
Primusgatan vid Luxgatan i öster.